# Grand Prix Pino Cerami 1984
Il Grand Prix Pino Cerami 1984, ventunesima edizione della corsa, si svolse il 10 aprile su un percorso con partenza e arrivo a Wasmuel. Fu vinto dall'olandese Gerrie Knetemann della Europ Decor-Boule d'Or davanti ai belgi Bert Van Ende e William Tackaert.

## Ordine d'arrivo (Top 10)
| Pos. | Corridore            | Squadra                     | Tempo    |
| ---- | -------------------- | --------------------------- | -------- |
| 1    | Gerrie Knetemann     | Europ Decor-Boule d'Or      | 5h15'00" |
| 2    | Bert Van Ende        | Fangio-Ecoturbo-Eylenbosch  | a 3"     |
| 3    | William Tackaert     | Fangio-Ecoturbo-Eylenbosch  | a 10"    |
| 4    | Jacques van Meer     | AVP- Viditel-De Vries Lotto | s.t.     |
| 5    | Jan Bogaert          | Dries-Verandalux            | s.t.     |
| 6    | Marc Dierickx        | Europ Decor-Boule d'Or      | s.t.     |
| 7    | Philippe Leleu       | La Vie Claire-Terraillon    | s.t.     |
| 8    | Jean-Pierre Guernion | La Vie Claire-Terraillon    | s.t.     |
| 9    | Dirk Wayenberg       | Europ Decor-Boule d'Or      | s.t.     |
| 10   | Eric Vandeperre      | Europ Decor-Boule d'Or      | s.t.     |